# Pallavolo ai Giochi della XXX Olimpiade - Qualificazioni al torneo femminile (FIVB)
Le qualificazioni intercontinentali ed asiatiche ed oceaniane di pallavolo femminile ai Giochi della XXX Olimpiade si sono svolte dal 19 al 27 maggio 2012 a Tokyo, in Giappone. Al torneo hanno partecipato 8 squadre nazionali e la vittoria finale è andata alla Russia, che si è qualificata ai Giochi della XXX Olimpiade, insieme alla Corea del Sud e alla Serbia; ha inoltre trovato la qualificazione anche il Giappone, come prima squadra asiatica ed oceaniana classificata fuori dal podio.

## Squadre partecipanti
- Corea del Sud
- Cuba
- Giappone
- Perù
- Serbia
- Russia
- Taipei cinese
- Thailandia

## Classifica finale
| Classifica | Squadre       | Qualificazione             |
| ---------- | ------------- | -------------------------- |
| 1          | Russia        | Giochi della XXX Olimpiade |
| 2          | Corea del Sud | Giochi della XXX Olimpiade |
| 3          | Serbia        | Giochi della XXX Olimpiade |
| 4          | Giappone      | Giochi della XXX Olimpiade |
| 5          | Thailandia    |                            |
| 6          | Cuba          |                            |
| 7          | Perù          |                            |
| 8          | Taipei cinese |                            |